# Wilhelm Marstrand
Wilhelm Nikolai Marstrand (24 de desembre de 1810 - 25 de març de 1873) fou un pintor danès.
Va ser educat a l'Academía d'Art entre 1826 i 1833 sota Christoffer Wilhelm Eckersberg. Fou membre de l'Acadèmia 1843 (Det Kongelige Danske Kunstakademi) 1843), catedràtic allà 1848 i director de 1853 a 1857 i de 1863 fins a la seva mort el 1873. Marstrand fou qualificat en vida com un dels més grans artistes danesos de tots els temps. Era excessivament productiu. Pintava com a jove a l'academía preferentment els anomenats motius quotidians copenhaguenses i des de 1830 també molts retrats i grans treballs ordenats per la burgesia de Copenhaguen.
Marstrand se'n va anar per primer cop a Itàlia el 1836, on va vendre moltes pintures de la vida folklòrica més o menys idealitzada. Va començar després del seu retorn a Dinamarca el 1841 a pintar més pintura històrica, per exemple un gran nombre d'escenes de Holberg i treballs ordenats com l'adorn de la Capella de Cristià IV a la Catedral de Roskilde. Al voltant de l'any 1900 es van escriure moltes biografies sobre els artistes de l'«Edat d'Or danesa», Marstrands'hi esmena pels seus esbossos i dibuixos. Darrerament s'han reconegut les obres que van fer famós Marstrand en la seva pròpia època, és a dir les grans pintures literàries i narratives, que donen a Marstrand una posició com un dels primers artistes danesos, que, com el francès Jean-Baptiste Greuze trasllada la pintura històrica acadèmica a motius més seculars.